# مامر (المضاربة والعارة)

تعديل مصدري - تعديل

مامر هي إحدى قرى عزلة العارة بمديرية المضاربة والعارة التابعة لمحافظة لحج في اليمن، بلغ تعداد سكانها 145 نسمة حسب تعداد اليمن لعام 2004.